# 番膏
番膏，是指清治時期至日治時期間，台灣漢族將臺灣原住民獵殺後，將其骨頭和中藥材熬成的黑色膏狀物，作為治療瘧疾的藥品。
同時期另有台灣漢族及據載台灣客家人等食用生番肉的紀錄。

## 相關記載
明確寫出番膏一詞的相關記載有三，分列如下：學者陳明仁提出的論述，最早明確提到番膏一詞的史料可能是為清朝官員胡傳，胡傳於清光绪十八年（1892年）在台任官期間的日記事《臺灣日記與稟啟》，記述到埔里地區捕殺到生番後，將肉割下賣錢，並提到將遺體骨頭煎熬成的番膏，其售價相當昂貴，即便官府明令禁止這種行為，但民眾仍有買賣行為。
埔里烏牛欄的牧師曾持衡投書臺南府城教會報、寫下「埔社消息」一文，於1903年刊出，文內寫道生番被當地人捕殺，並由眾人分該遺體部位的見聞，當地人認為番肉是「真好食」、番心會做成藥物，當時相信在治療心氣病一事上有所效果；而番膽可以用作治療刀傷與槍傷的藥物；若是將骨頭和中藥熬成膠所製成的番膏則是可以用作治療寒熱病，因此除了部分內臟和頭髮沒有用處外都有用途，並認為殺死一名生番，勝過獵到幾頭鹿。
馬偕博士1895年出版的回憶錄裡，提到臺灣原住民出草以及與漢人的衝突，並描述原住民的獵頭者遭到捕獲時的情況，馬偕紀錄下清朝官府公開處刑的生番，其遺體被圍觀的民眾分屍，文章內容提到，其骨頭相信是能治療瘧疾的藥物而會被煮成膠。

## 延伸閱讀
王泰升教授認為，清朝文獻上「民」、「番」兩個字是指不同族群，民人是台灣漢人，番人是台灣原住民。
於1895年至1898年間，為臺灣總督府工作的日本人佐倉孫三，1903年以漢文寫成的臺風雜記一書中寫道，生番出草，而後漢人反擊殺害，漢人將遭擊斃的生番的腿肉割下，然後投入釜中羹之。
時職於臺灣總督府臺南地方法院檢察局通譯官的日本人片岡巖，於1921年出版的臺灣風俗誌一書中，紀錄關於番肉一事，他寫道，住在南投廳埔里社以北鄰接番地的漢人，殺一個番人舉庄的住民都會前來慶祝，他們將首級揷於槍尖上遊行，該隊伍「應他庄邀請去遊行」，遊行結束將遺體「寸斷煮熟，切片分食」。
曾任記者以及美國駐臺領事的達飛聲，於1903年出版的福爾摩沙島的過去與現在中談論1880年代末期至1890年代初期的清政府與大嵙崁原住民間的戰爭的段落後認為：「清政府在遣兵攻打生番期間，漢人竟在市場上公開販售生番肉⋯⋯」，「⋯⋯根據古早迷信，堅稱吃生番肉穩當強身固精，勇氣百倍，所以有些人以這種理由當作這種吃食習慣的藉口⋯⋯這種理由是禁不起檢驗的，詳細思量，只不過是食人文化（cannibalism）的餘孽⋯⋯1891年山區戰亂期間，生番肉與豬肉一樣，裝於竹籃，公然在大嵙崁市場，當著外國人在內的所有人面前販售⋯⋯」。
原住民族也有近似的食人記載，例如英國傳教士甘為霖另外提到，埔里的平埔族巴宰族婦人，因丈夫被生番所殺，將獵到的生番遺體煮來吃、或台灣原住民在出草後，把割下來的首級，與粟米、小米一同放入鍋中烹煮，並認為食用這類可增加勇氣，來抵抗外來者，另外生番部落則將腦漿製成的膏狀食品，視為招待貴賓的食物。據說馬偕也曾目睹大溪山區原住民食用漢人腦漿，發洩仇恨的情形。

### 現代學者論述觀點
對於漢人食用番肉和番膏的行為，學者周憲文認為是「文明與野蠻的反照」。另一位學者謝繼昌則認為：「埔里人之說所以食用番肉和番膏，一來是極為痛恨生番，二來是嚇阻生番來殺害埔里居民」。
學者陳龍廷則以英國人類學學者詹姆斯·弗雷澤金枝：巫術與宗教之研究的食人動機理論延伸綜合報告，詹姆斯·弗雷澤認為「野蠻人之何以會吃掉文明人」，吃了某人是為了獲得他的某種特質，如獲得文明人的道德與智力，陳龍廷以此反向進一步認為：「......可能潛意識地認為臺灣原住民嫉妒他們的文明，因而想像原住民會吃掉他們，占有他們的文明。因此，在漢人的社會中，把番肉作為食物，把番膏作為藥材，是企圖將臺灣原住民予以非人化，剝奪其作為人的尊嚴和的地位，是文明/人與野蠻/非人二元對立中帝國對邊陲文明的藐視」。

## 參閱
- 食人文化史
- 原漢衝突
- 出草
- 獵首